# 고나가이정
고나가이정(小長井町)은 나가사키현 기타타카키군에 있던 정이다. 
2005년 7월 1일에. 이사하야 시·이모리 정·모리야마 정·다카키 정·다라미 정과 합병해, 새로운 이사하야시의 일부가 되었다. 마을 이름인 코나가이는 마을 내 오가와하라, 나가사토, 이사키의 세 지역의 머리글자를 따서 만든 합성 지명이다.
나가사키의 작은 마을이자 사가현과의 관문, 구마모토현과는 아리아케해를 사이에 두고 있는 독특한 지리적 위치에서 자란 방언은 나가사키현 내의 다른 시마치들과는 다른 매우 독특한 '고나가이 방언'(통칭: 갸벤)이 지역 주민들 사이에서 방언으로 쓰이고 있다.

## 역사
- 1889년 4월 1일 - 정촌제 시행에 의해 고나가이촌이 성립하였다.
- 1966년 11월 1일 - 정으로 승격해, 고나가이정이 되었다.
- 2005년 3월 1일 - 이사하야시·이모리정·모리야마정·다카키정·다라미정과 합병해, 새로운 이사하야시가 되어 고나가이정은 소멸하였다.

## 교통

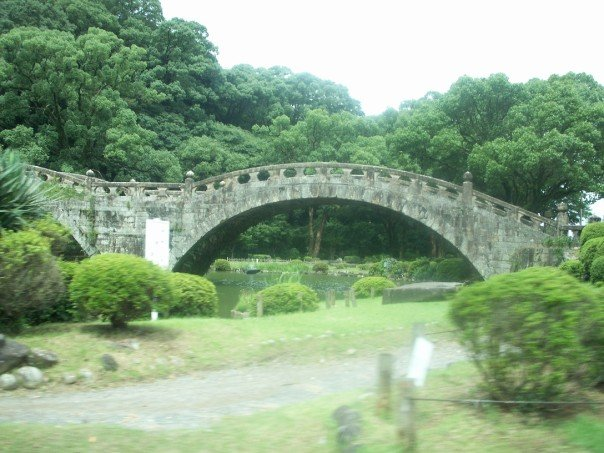
이사하야 공원

### 철도
- 규슈 여객철도
  - 나가사키 본선

### 도로
- 국도 207호선